# Rumore bianco (film)
Rumore bianco (White Noise) è un film del 2022 scritto e diretto da Noah Baumbach.
Il film, il tredicesimo di Baumbach, è l'adattamento cinematografico dell'omonimo romanzo di Don DeLillo.

## Trama
1984; Jack Gladney è un professore che studia un campo da lui fondato chiamato Hitlerologia, incentrato sullo studio di Adolf Hitler, pur non parlando tedesco, ragion per la quale prende segretamente lezioni di base per prepararsi a un discorso che terrà ad una conferenza. Jack è sposato con Babette, entrambi al loro quarto matrimonio, e crescono quattro figli: Heinrich e Steffie, avuti da Jack da due dei precedenti matrimoni, Denise, da un matrimonio passato di Babette, e Wilder, avuto dai due insieme. Denise scopre che Babette assume segretamente delle pastiglie chiamate "Dylar", che non si trovano su alcun libro medico. La notte Jack sogna un uomo misterioso che cerca di ucciderlo, collegabile a una conversazione avuta con Babette sulla loro paura della morte. Murray Siskind, un professore collega di Jack, vorrebbe sviluppare un campo di nicchia simile a quello di Gladney, chiamato Elvissologia (basato su Elvis Presley), facendosi aiutare dall'amico durante una lezione.
Un giorno avviene nei pressi della città un catastrofico incidente ferroviario, che genera una pericolosa nube tossica. Ciò porta a una massiccia evacuazione di massa e la famiglia di Gladney resta bloccata nel traffico. Si fermano per fare rifornimento a una stazione di servizio e vengono inconsapevolmente esposti alla nube tossica. La famiglia viene poi reclusa in quarantena insieme a numerose altre persone e Murray consegna a Jack una piccola pistola per proteggersi dalle persone più pericolose e ostili nel campo. La mattina, si scatena un fuggi fuggi generale, ma la famiglia fallisce nella fuga finendo con l'auto in un fiume. Dopo nove giorni di quarantena, possono tornare a casa. Jack però resta turbato nell'apprendere di essere stato esposto direttamente alle sostanze tossiche nella stazione di servizio.
La famiglia torna alla normalità, ma Babette assume un comportamento triste e isolato e Jack allucina un uomo che lo perseguita. Denise condivide le sue preoccupazioni riguardo al Dylar e Jack affronta la moglie al riguardo; Babette ammette di aver partecipato a uno studio clinico per un farmaco che dovrebbe curare la paura della morte e di essere stata accettata dopo aver avuto un rapporto sessuale con un certo "Mr. Grey". Incuriosito, Jack chiede di vedere la boccetta ma lei sembra non ricordare dove possa essere. Inizia una concitata ricerca durante la quale la figlia maggiore Denise rivela di averla buttata nel tritarifiuti. Gladney cerca nella spazzatura e recupera un annuncio sul Dylar, decidendo di vendicarsi di Grey uccidendolo con la pistola avuta in regalo. Jack lo rintraccia in un motel e scopre che Grey era l'uomo delle sue allucinazioni: gli spara e cerca di inscenare un suicidio, ma viene colto di sorpresa dall'arrivo di Babette. Grey, ancora vivo, spara ad entrambi ferendoli superficialmente e i tre vanno in un ospedale gestito da suore atee tedesche, dove guariscono e si riconciliano tra loro.
Durante i titoli di coda, Gladney e la famiglia fanno la spesa in un supermercato A&P e partecipano a un ballo collettivo simile a un video musicale.

## Promozione
Il primo trailer del film è stato pubblicato il 25 agosto 2022.

## Distribuzione
Rumore bianco è stato scelto come film d'apertura della 79ª Mostra internazionale d'arte cinematografica di Venezia ed è stato presentato il 31 agosto 2022. Un mese più tardi la pellicola ha inaugurato anche il New York Film Festival.

## Critica
Sull'aggregatore di recensioni Rotten Tomatoes ha un indice di gradimento del 63% basato su 250 recensioni, con un voto medio di 6.5 su 10. Su Metacritic il film ha un punteggio di 66 su 100, basato su 45 recensioni.
Davide Stanzione di Best Movie stronca il film assegnandogli 2 stelle su 5 e scrive: "Era sfida da titani adattare Rumore bianco di DeLillo e Baumbach ci ha provato nel suo film più ambizioso e farraginoso: una centrifuga impazzita di bizzarrie e nevrosi, in cui il torpore ottimista dell’America anni ‘80 non trova però mai la forza e il respiro cristallino dell’affresco isterico e sarcastico. E le danze (quelle vere) partono davvero troppo tardi, letteralmente a titoli di coda già iniziati." 

## Riconoscimenti
- 2022 - Mostra internazionale d'arte cinematografica di Venezia
  - Green Drop Award a Noah Baumbach
  - Candidatura al Leone d'oro al miglior film
- 2023 - Golden Globe
  - Candidatura al Miglior attore in un film commedia o musicale ad Adam Driver
- 2023 - Critics Choice Awards
  - Candidatura al Miglior film
  - Candidatura al Miglior attore a Adam Driver